# Жан-Луї Бюрон
Жан-Луї Бюрон (фр. Jean-Louis Buron, 4 квітня 1934, Венестанвіль — 31 серпня 2005) — французький футболіст, що грав на позиції півзахисника, зокрема за «Руан» та «Марсель», а також за національну збірну Франції.

## Клубна кар'єра
У дорослому футболі дебютував 1956 року виступами за команду «Дьєпп», в якій провів два сезони. 
Своєю грою за цю команду привернув увагу представників тренерського штабу «Руана», до складу якого приєднався 1958 року. Відіграв за команду з Руана наступні вісім сезонів своєї ігрової кар'єри. Більшість часу, проведеного у складі «Руана», був основним гравцем команди.
1965 року уклав контракт з «Марселем», у складі якого провів наступні два роки своєї кар'єри гравця. Граючи у складі «Марселя» також здебільшого виходив на поле в основному складі команди.
Протягом 1967 року захищав кольори клубу «Расінг» (Париж), а завершував ігрову кар'єру 1968 року у рідному «Дьєппі».

## Виступи за збірну
1963 року дебютував в офіційних матчах у складі національної збірної Франції. Протягом того року провів у її формі 4 матчі, забивши один гол.
Помер 31 серпня 2005 року на 72-му році життя.
| Дата       | Місто | Господарі | Результат | Гості     | Турнір            | Голи | Примітки |
| ---------- | ----- | --------- | --------- | --------- | ----------------- | ---- | -------- |
| 29-9-1963  | Париж | Болгарія  | 1 – 0     | Франція   | Відбір до ЧЄ 1964 | -    |          |
| 26-10-1963 | Париж | Франція   | 3 – 1     | Болгарія  | Відбір до ЧЄ 1964 | -    |          |
| 11-11-1963 | Париж | Франція   | 2 – 2     | Швейцарія | товариський матч  | 1    |          |
| 25-12-1963 | Париж | Франція   | 1 – 2     | Бельгія   | товариський матч  | -    |          |
| Усього     |       | Матчів    | 4         |           | Голів             | 1    |          |